# Species (film)
Species is een Amerikaanse sciencefiction-horrorfilm uit 1995 onder regie van Roger Donaldson. Het was zijn eerste productie in dit genre. Species won onder meer de prijs voor beste speciale effecten op het Filmfestival van Sitges.

## Verhaal
Naar aanleiding van de in 1974 het heelal ingestuurde Areciboboodschap, ving een team Amerikaanse wetenschappers in 1993 middels SETI een antwoord op. Dat bestond uit een uitleg hoe de mensheid ongelimiteerde brandstoffen kan creëren en een instructie hoe een DNA-code uit de ruimte te combineren met een menselijke, om zo een nieuwe variant te scheppen. Dit laatste leidde tot de creatie van Sil, een menselijk ogend meisje met bovenmenselijk ontwikkelde lichamelijke vermogens.
Het wetenschapsteam heeft Sil ter studie gevangengehouden in een doorzichtige cel en zo waargenomen dat ze zich lichamelijk extreem snel ontwikkelt, in vergelijking met een mens. Ze groeide in een tijdsbestek van dagen uit van een bevruchte eicel tot een volledig ontwikkelde baby en na de geboorte net zo snel van een zuigeling tot iets vergelijkbaar met een vijfjarig menselijk meisje. Projectleider Xavier Fitch besluit het experiment te beëindigen en laat zijn medewerkers de cel van het meisje vullen met een dodelijk gas. Sil raakt hiervan in paniek, breekt een glazen wand van haar gevangenis en ontsnapt uit het onderzoekscentrum. Haar kracht en snelheid zijn zo groot, dat ze al van het terrein is voor er überhaupt een achtervolging op poten kan worden gezet. Sil sluipt aan boord van een trein om de afstand tussen haar en het onderzoekscentrum verder te vergroten.
Fitch stelt een team samen om Sil op te sporen en alsnog te doden. Dit bestaat uit antropoloog Stephen Arden, moleculair biologe Laura Baker, de empathische en hoogbegaafde Dan Smithson en huurling Preston Lennox. Nog voor zij aan hun zoektocht beginnen, ontwikkelt Sil zich door tot een volwassen vrouw. Daarbij heeft ze een speciale gave; ze kan zowel de gedaante van een aantrekkelijke menselijke vrouw aannemen, als die van een reptielachtig humanoïde wezen. Daarbij heeft ze een enorm vermogen om zich nieuwe informatie eigen te maken. Zodra ze mensen iets ziet doen, kan zij het ook. Zodoende gaat Sil op zoek naar een genetisch aan haar wensen voldoende man om zichzelf voort te planten. Wie haar daarbij voor de voeten loopt, is ten dode opgeschreven. Het opsporingsteam heeft door wat ze van plan is en krijgt daardoor nog meer haast om haar te vinden. De leden vrezen dat als Sil voor mannelijk nageslacht zorgt, dat dat zich op zijn beurt zo snel voort kan gaan planten dat er een nieuw dominant ras ontstaat dat de mensheid uit zal vagen.
Sil krijgt in een discotheek een man op het oog met wie ze wil paren. Nadat ze in de toiletten een vrouw vermoordt die ook voor zijn aandacht strijdt, gaat ze met hem naar huis. Ze ziet op het laatste moment alleen af van paren, omdat ze aanvoelt dat hij een genetische fout heeft; hij heeft suikerziekte. Wanneer hij haar toch tot seks probeert te dwingen, doorboort ze zijn schedel met haar tong. Sil ontmoet op straat een nieuwe man die wel aan haar eisen voldoet. Ze gaat met hem mee naar huis en verleidt hem in zijn zwembad. De twee worden alleen onderbroken door de aankomst van het opsporingsteam. Sil verdrinkt de man en maakt zich uit de voeten.
Sil berooft een vrouw van haar auto en plaatst jerrycans gevuld met benzine op de achterbank. Nadat ze zowel haar eigen duim als die van de automobiliste afknipt, legt ze haar gevangene vastgebonden op de passagiersstoel. Haar eigen vinger groeit direct terug. Sil gaat vervolgens naar het hotel waar het opsporingsteam zich op dat moment bevindt. Door zich te laten zien, zorgt ze ervoor haar achtervolgers haar achterna komen. Zo rijdt ze in de gestolen auto van de weg af, een bos in, recht op een elektriciteitskastje af. Net voor de wagen die raakt en ontploft, springt ze er ongezien uit. Bij bestudering van het wrak, vindt het opsporingsteam het onherkenbare lichaam van een dode vrouw en een schijnbaar in de explosie afgerukte duim met daarop Sils vingerafdruk. Zo overtuigt ze haar achtervolgers dat ze is omgekomen.
Sil verft haar haar bruin en gaat terug naar het hotel. Zo verschijnt ze 's avonds in de hotelkamer van Arden, die haar niet herkent. Teleurgesteld dat Baker niet in hem, maar in Lennox geïnteresseerd was, laat hij zich door haar verleiden. Zodra hij tot een orgasme komt, voelt Sil direct aan dat ze bevrucht is. Ze laat Arden de meteen ontstaande beweging in haar buik voelen. Op dat moment realiseert hij zich wie ze is. Wanneer Ardens collega's op aanwijzing van Smithson zijn kamer binnenvallen, vinden ze hem dood terug.
Het achtervolgingsteam realiseert zich dat Sil nog leeft en zich door Arden heeft laten bevruchten. Wanneer ze haar terugvinden in een ondergronds gewelf, is ze al bevallen. Haar kind heeft zich daarbij ontwikkeld tot iets wat op een klein jongetje lijkt. Zodra Fitch hem benadert, doorboort het diens schedel met zijn tong. Nadat het team het 'jongetje' doodt, worden ze geconfronteerd met Sil in haar volgroeide geschubde verschijningsvorm. Lennox doodt haar door haar met een raketwerper te onthoofden. Haar lichaam verdwijnt in een brandende plas olie.

### Epiloog
Een rat knaagt aan een van Sils afgerukte tentakels. Zodra hij een andere rat ziet naderen, doorboort hij diens lijf met zijn tong.

## Rolbezetting
Hoofdpersonages
| Acteur             | Personage                |
| ------------------ | ------------------------ |
| Natasha Henstridge | Sil (als volwassene)     |
| Michelle Williams  | Sil (als kind)           |
| Dana Hee           | Sil (als alien)          |
| Frank Welker       | Stem alien-Sil           |
| Ben Kingsley       | Xavier Fitch             |
| Michael Madsen     | Preston "Press" Lennox   |
| Marg Helgenberger  | Dr. Laura Baker          |
| Forest Whitaker    | Dan Smithson             |
| Alfred Molina      | Dr. Stephen Arden        |
| Whip Hubley        | John Carey               |
| Anthony Guidera    | Robbie                   |
| Matthew Ashford    | Clubbezoeker             |
| Shirley Prestia    | Ph.D. Victoria Roth      |
| Esther Scott       | Treinconductrice         |
| Marliese Schneider | Ontvoerde vrouw door Sil |
| Lisa Liberati      | Clubbezoeker in toilet   |
| Kurtis Burow       | Sils nageslacht          |

## Vervolgen
Species was aanleiding voor een aantal vervolgen. Hoofdrolspeelster Natasha Henstridge keerde terug in Species II (1998) en in de openingsscène van Species III (2004). Het vierde deel (Species - The Awakening (2007) was het eerste waarin ze niet te zien was.

## Andere media
- Yvonne Navarro bracht na het verschijnen van de film het boek Species: A Novel uit. Dit bevat hetzelfde verhaal met details over de personages en het plot die niet voorkomen in de film.